# Softrock
Softrock (eller blød rock) er en musikstil inden for rockgenren, der betegner en blødere, mere nedtonet rocklyd.
I Danmark er kunstnere som Michael Learns To Rock, Sko/Torp, Brødrene Olsen, Backseat, Anne Dorte Michelsen og Ester Brohus eksponenter for softrock.

## Historie
Hård rock var som genre blevet mainstream i 1968. Fra slutningen af 1960'erne blev det mere udbredt at opdele den mainstream-del af rockmusikken i softrock og hård rock, som begge blev populære radioformater i USA.
The Carpenters hit "(They Long to Be) Close to You" blev udgivet i sommeren 1970, efterfulgt af Bread's "Make It with You", som begge var eksempler på en blødere rocklyd, der senere blev populær på hitlisterne. Softrock havde sin storhedstid i midten til sent i 1970'erne med kunstnere som Billy Joel, Elton John, Chicago, Toto, Christopher Cross, Michael McDonald, England Dan & John Ford Coley, Air Supply, Seals and Crofts, America og det gendannede Fleetwood Mac, hvis Rumours (1977) var det bedst sælgende album dette årti. I 1977 havde flere radiostationer, som New Yorks WTFM og WYNY, og Los Angeles' KOST skiftet til et udelukkende softrock-radioformat. Stationen KBBC i Phoenix, Arizona fokuserede med sit albumbaserede "mellow rock"-format på at udvælge sange der endnu ikke var blevet hits. I 1980'erne var rockgruppen Journey især populære på stationer der fokuserede på softrock.
Radioformatet blev senere kendt som "adult contemporary" eller "adult album alternative", sidstnævnte hvis format er mindre rock-baseret.

## Artists
- America[16]
- The Beatles
- The Association
- The Zombies
- Dave Clark Five
- Eagles
- Fleetwood Mac
- Tommy James& the Shondells[17]